# Laville DI-4
Laville DI-4 (tiếng Nga: Лавиль ДИ-4) là một mẫu thử máy bay chiến đấu được phát triển ở Liên Xô vào thập niên 1930.

## Tính năng kỹ chiến thuật (DI-4)
Dữ liệu lấy từ Shavrov 1985
Đặc điểm tổng quát
- Kíp lái: 2
- Chiều dài: 8,5 m (27 ft 11 in)
- Sải cánh: 13,3 m (43 ft 8 in)
- Chiều cao:  ()
- Diện tích cánh: 23,9 m² (257,3 ft²)
- Trọng lượng rỗng: 1.448 kg (3.192 lb)
- Trọng lượng có tải: 1.949 kg (4.297 lb)
- Động cơ: 1 × Curtiss V-1570 Conqueror, 448 kW (600 hp)

 Hiệu suất bay 
- Vận tốc cực đại: 266 km/h (144 knot, 165 mph)
- Tầm bay: 500 km (270 nm, 311 mi)
- Trần bay: 6.440 m (21.129 ft)
- Tải trên cánh: 82 kg/m² (17 lb/ft²)
- Công suất/trọng lượng: 230 W/kg (0,14 hp/lb)

Trang bị vũ khí

- 2× súng máy PV-1 7,62 mm (0.3 in)
- 2x súng máy DA 7,62 mm (0.3 in)